# 286-я истребительная авиационная дивизия
286-я истреби́тельная авиацио́нная Нежинская Краснознамённая ордена Суворова диви́зия (286-я иад) — соединение Военно-Воздушных сил (ВВС) Вооружённых Сил РККА, принимавшее участие в боевых действиях Великой Отечественной войны.

## Наименования дивизии
- 286-я истребительная авиационная дивизия;
- 286-я истребительная авиационная Нежинская дивизия;
- 286-я истребительная авиационная Нежинская Краснознамённая дивизия;
- 286-я истребительная авиационная Нежинская Краснознамённая ордена Суворова дивизия;
- 145-я истребительная авиационная Нежинская Краснознамённая ордена Суворова дивизия;
- Полевая почта 64393.

## Создание дивизии
286-я истребительная авиационная дивизия начала своё формирование на Брянском фронте в составе 1-й истребительной авиационной армии и окончательно сформирована к 5 июля 1942 года на основании Приказа НКО СССР.

## Переименование и расформирование дивизии
286-я истребительная авиационная Нежинская Краснознамённая ордена Суворова дивизия на основании Директивы Генерального штаба ВС СССР переименована в 145-ю истребительную авиационную Нежинскую Краснознамённую ордена Суворова дивизию.

## В действующей армии
В составе действующей армии:
- с 5 июля 1942 года по 9 мая 1945 года.

## Командир дивизии
| Звание                           | Имя                        | Период                  | Примечание |
| -------------------------------- | -------------------------- | ----------------------- | ---------- |
| Полковник                        | Иванов Иван Иванович       | 05.07.1942 — 24.02.1945 |            |
| Полковник, Генерал-майор авиации | Сталин Василий Иосифович   | 25.02.1945 — 17.07.1946 |            |
| Полковник,                       | Додонов Валентин Яковлевич | 02.1947 — 02.1948       |            |
| Полковник,                       | Кутахов Павел Степанович   | 12.1950 — 11.1951       |            |
| Полковник                        | Юдаев Виктор Никитович     | 11.1955 — 03.1956       |            |

## Начальник штаба дивизии
| Звание       | Имя                            | Период                  | Примечание  |
| ------------ | ------------------------------ | ----------------------- | ----------- |
| Подполковник | Пономаренко Григорий Андреевич | 01.02.1943 — ??.??.1945 | застрелился |

## В составе объединений
| Дата          | Фронт (округ)                                   | Армия                                | Корпус                                 | Примечания |
| ------------- | ----------------------------------------------- | ------------------------------------ | -------------------------------------- | ---------- |
| 01.07.1942 г. | Брянский фронт                                  | 1-я истребительная авиационная армия | -                                      | -          |
| 29.07.1942 г. | Брянский фронт                                  | 15-я воздушная армия                 | -                                      | -          |
| 12.03.1943 г. | Центральный фронт                               | 16-я воздушная армия                 | -                                      | -          |
| 20.10.1943 г. | Белорусский фронт                               | 16-я воздушная армия                 | -                                      | -          |
| 24.02.1944 г. | 1-й Белорусский фронт                           | 16-я воздушная армия                 | -                                      | -          |
| 05.04.1944 г. | Белорусский фронт                               | 16-я воздушная армия                 | -                                      | -          |
| 16.04.1944 г. | 1-й Белорусский фронт                           | 16-я воздушная армия                 | -                                      | -          |
| 09.05.1945 г. | 1-й Белорусский фронт                           | 16-я воздушная армия                 | -                                      | -          |
| 10.06.1945 г. | Группа советских оккупационных войск в Германии | 16-я воздушная армия                 | 3-й истребительный авиационный корпус  | -          |
| 20.02.1949 г. | Группа советских оккупационных войск в Германии | 24-я воздушная армия                 | 71-й истребительный авиационный корпус | -          |
| 01.10.1952 г. | Одесский военный округ                          | 48-я воздушная армия                 | -                                      | -          |
| 29.08.1960 г. | Одесский военный округ                          | 48-я воздушная армия                 | -                                      | -          |

## Части и отдельные подразделения дивизии
За весь период своего существования боевой состав дивизии претерпевал изменения, в различное время в её состав входили полки:
| Период                           | Части                                 | Примечание                                        |
| -------------------------------- | ------------------------------------- | ------------------------------------------------- |
| 28.06.1942 г. — 24.08.1942 г.    | 233-й истребительный авиационный полк | Убыл в состав 17-го оутап                         |
| 06.07.1942 г. — 15.03.1943 г.    | 171-й истребительный авиационный полк | Передан в состав 3-го бак                         |
| 06.07.1942 г. — 29.07.1942 г.    | 831-й истребительный авиационный полк | Передан в состав 288-й иад                        |
| 06.07.1942 г. — 25.07.1942 г.    | 832-й истребительный авиационный полк | Передан в состав 287-й иад                        |
| 27.07.1942 г. — 10.01.1949 г.    | 721-й истребительный авиационный полк | переименован в 732-й иап                          |
| 10.01.1949 г. — 26.12.1959 г.    | 732-й истребительный авиационный полк | переименован в 732-й иап                          |
| 06.08.1942 г. — 19.11.1942 г.    | 50-й истребительный авиационный полк  | убыл в 4-й зиап                                   |
| 08.08.1942 г. — 27.03.1944 г.    | 896-й истребительный авиационный полк | перепрофилирован в перегоночный иап               |
| 11.08.1942 г. — 06.10.1942 г.    | 265-й истребительный авиационный полк | Убыл в 17-й оутап                                 |
| 22.08.1942 г. — 27.11.1942 г.    | 832-й истребительный авиационный полк | Передан в состав 225-й шад                        |
| 24.12.1942 г. — 28.03.1942 г.    | 900-й истребительный авиационный полк | Убыл в 17-й оутап                                 |
| 02.02.1943 г. — 10.01.1949 г.    | 165-й истребительный авиационный полк | Переименован в 665-й иап                          |
| 10.01.1949 г. — 1961 г.          | 665-й истребительный авиационный полк | расформирован                                     |
| 06.02.1943 г. — 14.05.1943 г.    | 297-й истребительный авиационный полк | передан в состав 302-й иад                        |
| 10.05.1943 г. — 10.01.1949 г.    | 739-й истребительный авиационный полк | Переименован в 834-й иап                          |
| 10.01.1949 г. г. — 29.08.1960 г. | 834-й истребительный авиационный полк | Переформирован в 119-й отдельный вертолётный полк |
| 24.12.1945 г. г. — 23.03.1947 г. | 813-й истребительный авиационный полк | расформирован                                     |

## Боевой состав на 9 мая 1945 года
- 165-й истребительный авиационный полк[7] (Ла-7)
- 721-й истребительный авиационный полк[7] (Ла-7)
- 739-й истребительный авиационный полк[7] (Ла-7)

| Ла-7 | Ла-5 | ЛаГГ-3 |

## Боевой состав на 1950 год
- 665-й истребительный авиационный полк[7] (Ла-7, Рэхлин-Лерц, Германия)
- 732-й истребительный авиационный полк[7] (Ла-7, Рэхлин-Лерц, Германия)
- 834-й истребительный авиационный полк[7] (Ла-7, Пархим, Германия)

## Боевой состав на 1960 год
- 655-й истребительный авиационный полк[7] (МиГ-17, Школьный, Одесса)
- 732-й истребительный авиационный полк[7] (МиГ-17, Школьный, Одесса)
- 515-й истребительный авиационный полк[7] (МиГ-17, (Кульбакино, Николаев)

## Участие в операциях и битвах
- Воронежско-Ворошиловградская операция[4] — с 28 июня 1942 года по 24 июля 1942 года
- Операции дивизии по уничтожению коммуникаций противника в районе Касторное, Кшень, Мармыжи, Замлянск[4] — с 12 сентября 1942 года по 15 сентября 1942 года
- Воронежско-Касторненская операция[4] — с 24 января 1943 года по 2 февраля 1943 года.
- Воздушная операция по уничтожению авиации на аэродромах — 6 мая 1943 года.
- Курская битва[4] — с 5 июля 1943 года по 23 августа 1943 года
- Орловская стратегическая наступательная операция[4] — с 12 июля 1943 года по 18 августа 1943 года.
- Черниговско-Припятская операция — с 26 августа 1943 года по 30 сентября 1943 года.
- Гомельско-Речицкая наступательная операция — с 10 ноября 1943 года по 30 ноября 1943 года.
- Освобождение Правобережной Украины — с 24 декабря 1943 года по 17 апреля 1944 года.
- Калинковичско-Мозырская операция — с 8 января 1944 года по 30 января 1944 года.
- Рогачевско-Жлобинская операция — с 21 февраля 1944 года по 26 февраля 1944 года.
- Белорусская операция[4] — с 24 июня 1944 года по 29 августа 1944 года.
- Бобруйская операция — с 24 июня 1944 года по 29 июня 1944 года.
- Минская операция — с 29 июня 1944 года по 4 июля 1944 года.
- Вильнюсская наступательная операция — с 5 июля 1944 года по 16 июля 1944 года.
- Люблин-Брестская операция — с 18 июля 1944 года по 2 августа 1944 года.
- Висло-Одерская операция — с 12 января 1945 года по 3 февраля 1945 года.
- Варшавско-Познанская наступательная операция[4] — с 14 января 1945 года по 3 февраля 1945 года.
- Восточно-Померанская операция — с 10 февраля 1945 года по 4 апреля 1945 года.
- Берлинская наступательная операция — с 16 апреля 1945 года по 8 мая 1945 года.

## Почётные наименования
- 286-й истребительной авиационной дивизии 15 сентября 1943 года за успешное выполнение заданий командования при освобождении города Нежин присвоено почётное наименование «Нежинская»[11].
- 721-му истребительному авиационному полку 4 мая 1943 года за показанные образцы мужества и геройства в борьбе против фашистских захватчиков и в целях дальнейшего закрепления памяти о подвигах сталинских соколов присвоено почётное наименование «Касторненский»[12].
- 896-му истребительному авиационному полку 4 мая 1943 год за показанные образцы мужества и геройства в борьбе против фашистских захватчиков и в целях дальнейшего закрепления памяти о подвигах сталинских соколов присвоено почётное наименование «Курский»[12].
- 165-му истребительному авиационному полку 19 февраля 1945 года за отличие в боях за овладение городом Варшава присвоено почётное наименование «Варшавский»[13].
- 739-му истребительному авиационному полку 31 октября 1944 года за отличие в боях за овладение крепостью Прага присвоено почётное наименование «Пражский»[14].

| МиГ-17 | МиГ-15 | МиГ-17 |

## Награды
- 286-я Нежинская истребительная авиационная дивизия Указом Президиума Верховного Совета СССР от 26 ноября 1943 года за выполнение заданий командования при освобождении города Гомель награждена орденом «Боевого Красного Знамени».
- 286-я Нежинская Краснознамённая истребительная авиационная дивизия Указом Президиума Верховного Совета СССР от 28 мая 1945 года награждена орденом «Суворова II степени».
- 165-й Варшавский истребительный авиационный полк Указом Президиума Верховного Совета СССР от 28 мая 1945 года за образцовое выполнение боевых заданий командования в боях при прорыве обороны немцев и наступлении на Берлин и проявленные при этом доблесть и мужество награждён орденом «Суворова III степени».
- 721-й Касторненский истребительный авиационный полк за образцовое выполнение заданий командования в боях с немецкими захватчиками, за овладение крепостью Прага и проявленные при этом доблесть и мужество истребительный авиационный полк Указом Президиума Верховного Совета СССР от 31 октября 1944 года награждён орденом «Александра Невского».
- 721-й Касторненский ордена Александра Невского истребительный авиационный полк за образцовое выполнение боевых заданий командования в боях при прорыве обороны немцев и наступлении на Берлин и проявленные при этом доблесть и мужество награждён орденом «Суворова III степени».
- 739-й Пражский истребительный авиационный полк Указом Президиума Верховного Совета СССР от 19 февраля 1945 года за образцовое выполнение боевых заданий командования в боях с немецкими захватчиками за овладение городом Варшава и проявленные при этом доблесть и мужество награждён орденом «Боевого Красного Знамени».
- 739-й Пражский Краснознамённый истребительный авиационный полк Указом Президиума Верховного Совета СССР от 28 мая 1945 года за образцовое выполнение боевых заданий командования в боях при прорыве обороны немцев и наступлении на Берлин и проявленные при этом доблесть и мужество награждён орденом «Суворова III степени».

## Благодарности Верховного Главнокомандующего
Воины дивизии удостоены Благодарностей Верховного Главнокомандующего:
- За освобождение города Нежин[11].
- За отличие в боях за овладение областным и крупным промышленным центром Белоруссии городом Гомель — важным узлом железных дорог и мощным опорным пунктом обороны немцев на полесском направлении[15];
- За прорыв обороны немцев на бобруйском направлении, юго-западнее города Жлобин и севернее города Рогачёв[16];
- За овладение городом Варшава — важнейшим стратегическим узлом обороны немцев на реке Висла[17];
- За овладение городами Лодзь, Кутно, Томашув (Томашов), Гостынин и Ленчица[18]
- За владение городами Франкфурт-на-Одере, Вандлитц, Ораниенбург, Биркенвердер, Геннигсдорф, Панков, Фридрихсфелъде, Карлсхорст, Кепеник и вступление в столицу Германии город Берлин[19];
- За отличие в боях при штурме и овладении городом Берлин — центром Бранденбургской провинции и мощным опорным пунктом обороны немцев в Центральной Германии[20].

## Отличившиеся воины дивизии
- Иванов Василий Гаврилович, полковник, командир[21] эскадрильи 165-го истребительного авиационного полка 286-й истребительной авиационной дивизии за мужество и героизм, проявленные при испытаниях новой авиационной техники было Указом Президиума Верховного Совета СССР от 9 сентября 1957 года присвоено звание Героя Советского Союза. Золотая Звезда № 11099.
- Кобисской Александр Сергеевич, старший лейтенант, командир звена 721-го истребительного авиационного полка 286-й истребительной авиационной дивизии 16-й воздушной армии Указом Президиума Верховного Совета СССР от 1 июля 1944 года удостоен звания Герой Советского Союза. Золотая Звезда № 3901.
- Козич Иван Семёнович, старшина, заместитель командира эскадрильи 721-го истребительного авиационного полка 286-й истребительной авиационной дивизии 16-й воздушной армии Указом Президиума Верховного Совета СССР от 21 апреля 1943 года удостоен звания Герой Советского Союза. Золотая Звезда № 918.
- Трегубов Николай Михайлович, капитан, командир эскадрильи 721-го истребительного авиационного полка 286-й истребительной авиационной дивизии 16-й воздушной армии Указом Президиума Верховного Совета СССР от 13 апреля 1944 года удостоен звания Герой Советского Союза. Золотая Звезда № 3537.
- Шишов Владимир Александрович, капитан, командир эскадрильи 233-го истребительного авиационного полка 286-й истребительной авиационной дивизии 1-й истребительной авиационной армии, Указом Президиума Верховного Совета СССР от 23 ноября 1942 года удостоен звания Герой Советского Союза. Золотая Звезда № 763.

## Итоги боевой деятельности
- За период Воронежско-Ворошиловградской операции[4] — 1648 боевых вылетов, 103 воздушных боя, сбито 50 самолётов противника
- За период с 12 сентября 1942 года по 15 сентября 1942 года при проведении операций дивизии по уничтожению коммуникаций противника в районе Кастроное, Кшень, Мармыжи, Замлянск[4] — 1615 боевых вылетов, 83 воздушных боя, сбито 83 самолётов противника.
- За период с 5 июля 1943 года про 1 марта 1944 года выполнено 5965 боевых вылетов, 193 воздушных боя, сбито 180 самолётов противника.

## Базирование
| Период            | Аэродромы                         |
| ----------------- | --------------------------------- |
| 05.1945 — 05.1945 | Финстервальде, Германия           |
| 05.1945 — 06.1945 | Рангсдорф, Германия               |
| 06.1945 — 05.1947 | Дальгов-Дебериц, Германия         |
| 05.1947 — 08.1949 | Перлеберг, Германия               |
| 08.1949 — 10.1952 | Рехлин, Германия                  |
| 10.1952 — 1960    | Школьный (Одесса), Украинская ССР |